# 995
Anul 995 (CMXCV) a fost un an al calendarului iulian.

## Nașteri
- Olaf al II-lea (n. Olaf Haraldsson), rege al Norvegiei (1015 – 1028), (d. 1030)

## Decese
- Henric al II-lea de Bavaria, duce de Bavaria și margraf de Verona (cu întreruperi, din 955), (n. 951)